# The Mecha Wolf
John Yurnet (nacido en Hormigueros, Puerto Rico) es un luchador profesional puertorriqueño actualmente conocido por su nombre de ring The Mecha Wolf, quien actualmente trabaja para National Wrestling Alliance. Actualmente es el Campeón Mundial en Parejas de NWA en su primer reinado.
Yurnet trabaja para la promoción de lucha libre World Wrestling Council, en donde fue Campeón Universal Peso Pesado de la WWC. También trabajo para la reconocida empresa Total Nonstop Action Wrestling y en otras empresas como All Japan Pro Wrestling, Lucha Underground, AAA, The Crash y Paficic Coast Wrestling.

## Carrera

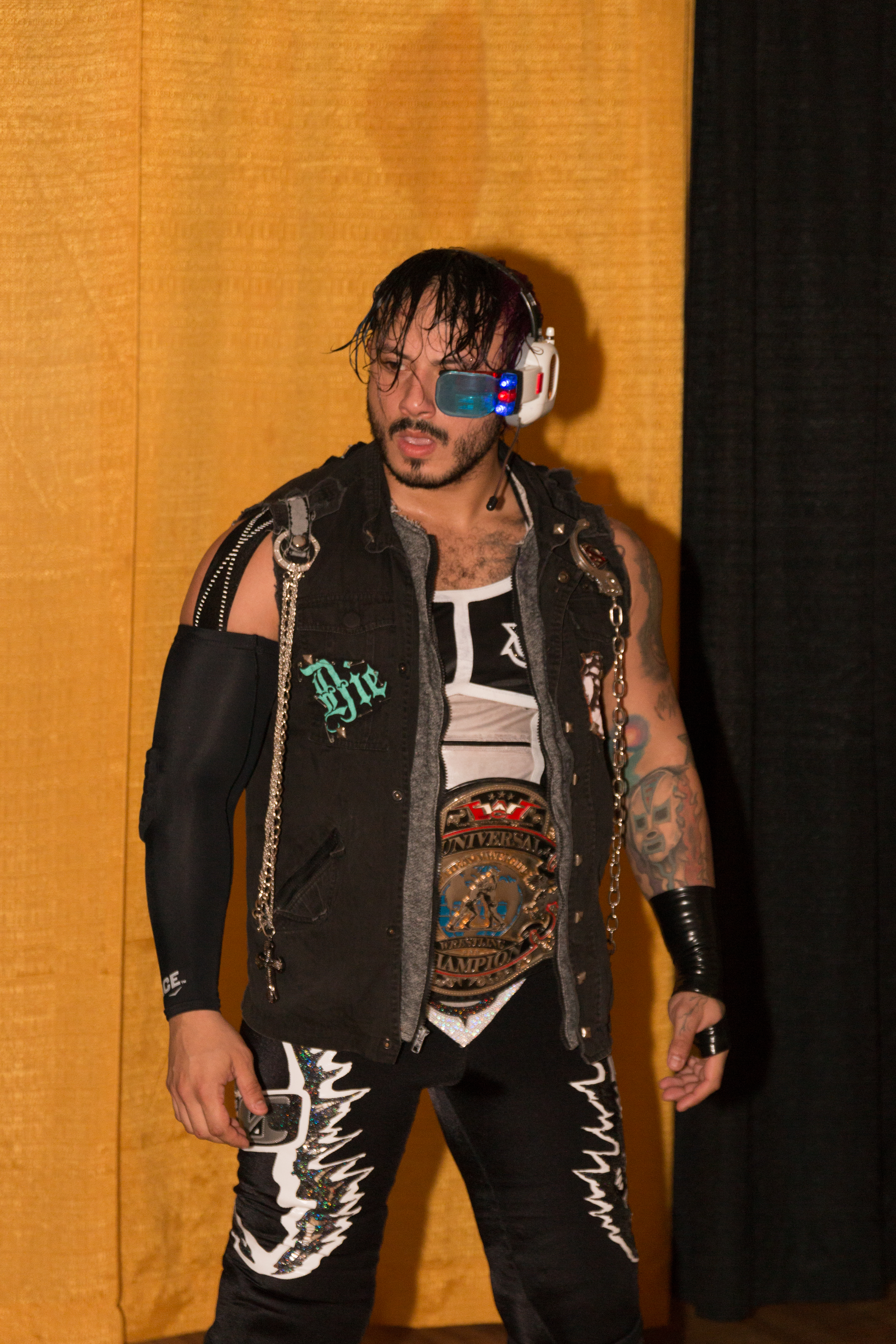
Mecha Wolf en 2015.

### World Wrestling Council (2015-2017)
Hizo su regreso a la WWC el 4 de abril de 2015 para desafiar al Campeón Universal para el evento Camino a la Gloria. Pero la lucha terminó sin un claro ganador, por lo que el campeón El Chicano retuvo el título. En una revancha en una steel gage match terminó por darle la victoria a The Mecha Wolf, ganando el Campeonato Universal Peso Pesado de la WWC por primera vez.
Perdió el Campeonato Universal Peso Pesado de la WWC el 3 de marzo ante Carly Colón

### WWE (2016)
En julio de 2016 fue anunciado como uno de los suplentes del Cruiserweight Classic (CWC), un grupo de luchadores encargados de reemplazar a cualquier luchador del torneo que se lesiona o no logra el límite de peso establecido de 205 libras, pero no compitió en el sorteo principal.
Luchando como "Jesús Yurnet", regresó a WWE NXT el 28 de septiembre de 2016, uniéndose con Johnathan Cruz perdiendo contra The Authors of Pain.  En el episodio del 27 de diciembre de WWE 205 Live, luchó y perdió contra a Mustafa Ali, bajo su nombre verdadero.

### National Wrestling Alliance (2020-presente)
En NWA 73rd Anniversary Show, junto a Bestia 666 derrotaron a Aron Stevens & Kratos ganando los Campeonatos Mundiales en Parejas de NWA por primera vez.
En AAA Invades WrestleCon, junto a Bestia 666 derrotaron a Aero Star & Drago reteniendo los Campeonatos Mundiales en Parejas de la NWA. En NWA Alwayz Ready, junto a Bestia 666 fueron derrotados por The Commonwealth Connection
(Doug Williams & Harry Smith) perdiendo los Campeonatos Mundiales en Parejas de la NWA, terminando con un reinado de 257 dias. En la Noche 1 de NWA 74th Anniversary Show, junto a Bestia 666 derrotaron a Hawx Aerie (Luke & PJ) ganando los vacantes Campeonatos Mundiales en Parejas de NWA por segunda vez.
Ya en 2024, en el episodio de Powerrr emitido el 26 de marzo, derrotó a Alex Misery en un Unsanctioned Match.

## En lucha

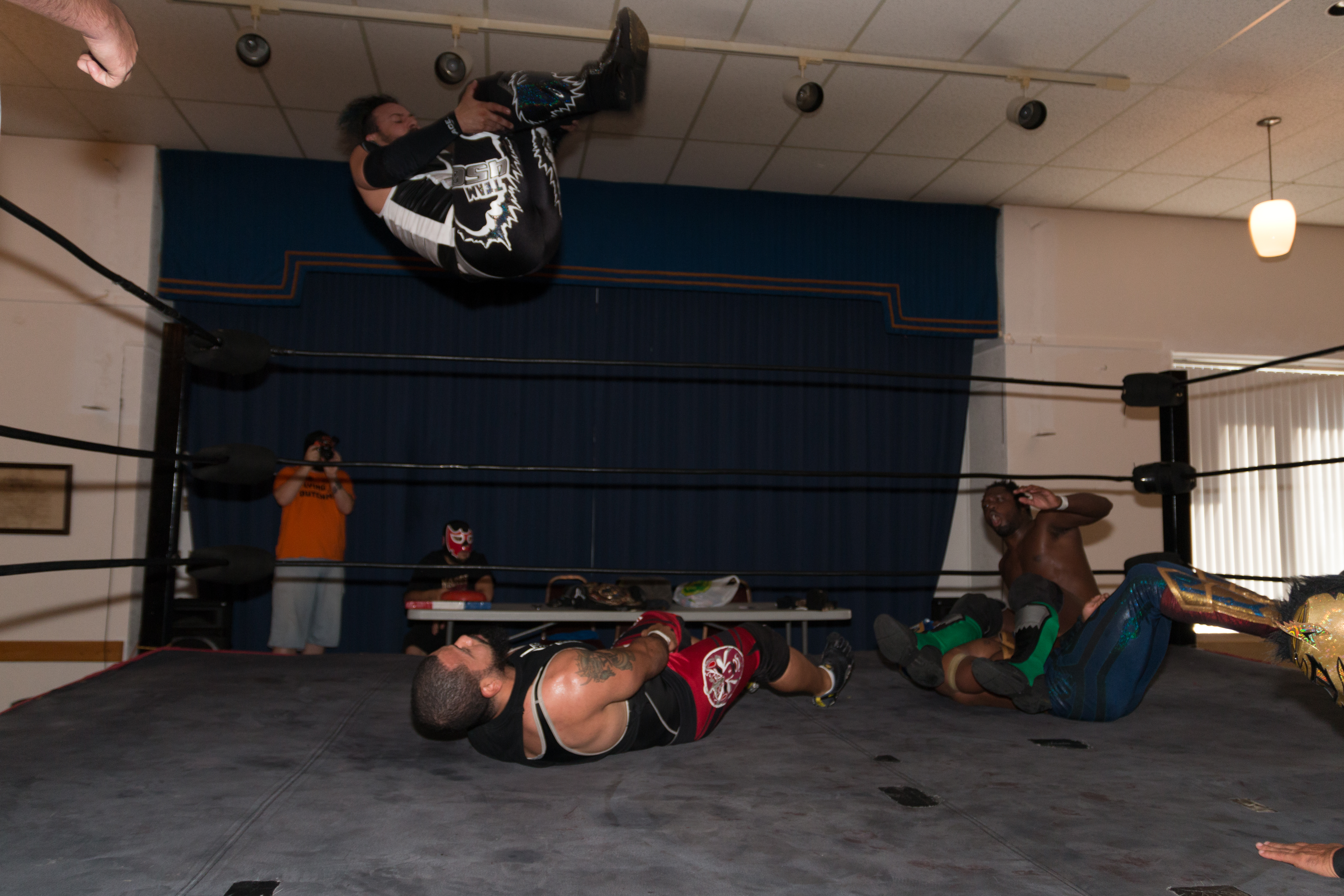
The Mecha Wolf ejecutando un 450° splash

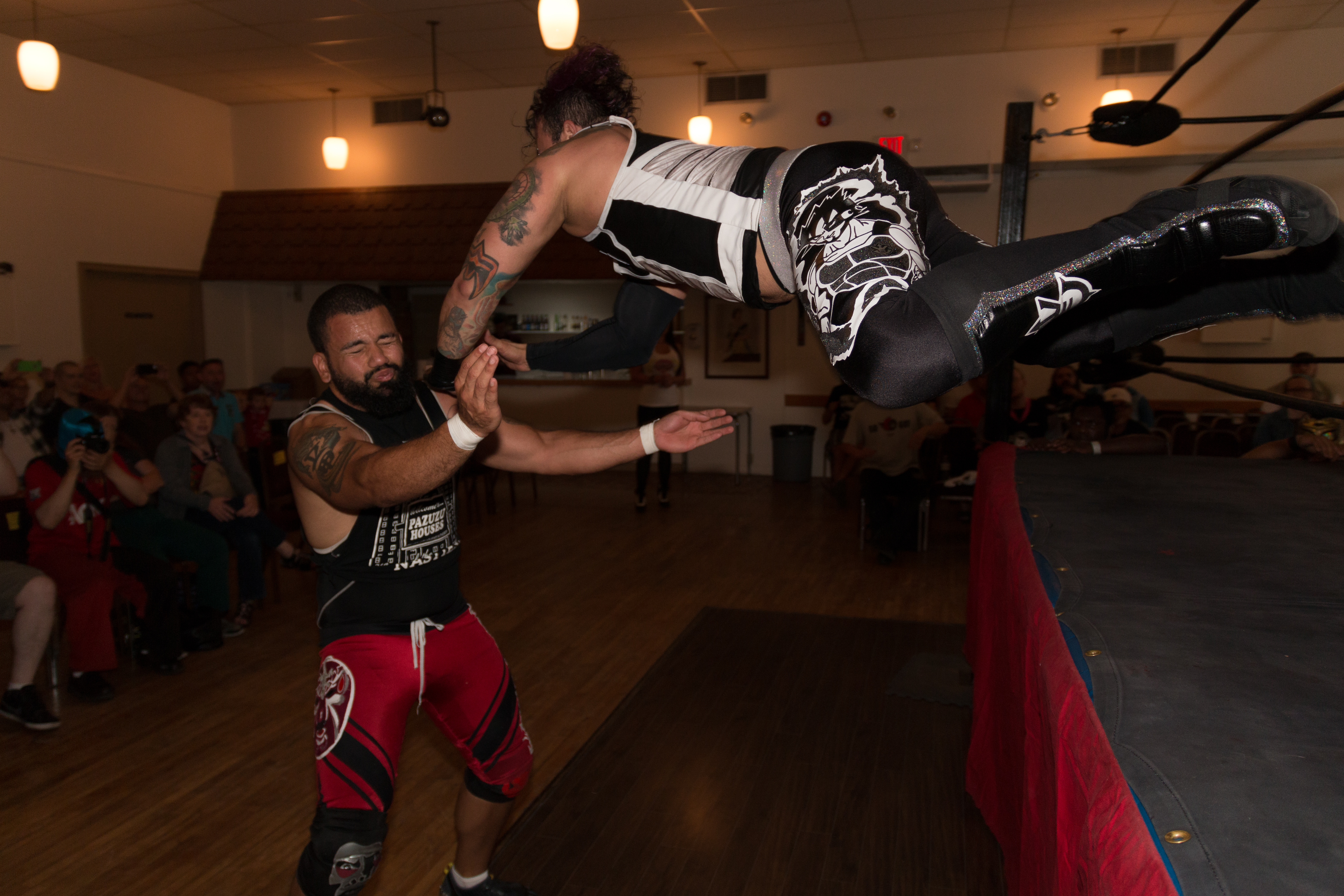
The Mecha Wolf ejecutando un suicide dive

- Movimientos finales
  - Spirit Bomb / 450° splash
- Movimientos de firma
  - Brainbuster
  - single underhook DDT
  - Frog splash
  - Slingshot tornado DDT
  - Release belly-to-back suplex
  - Saiyan Driver (Cradle piledriver)
  - Suicide Dive

- Apodos
  - "El Enigma"
  - "El último en su especie"

- Canciones de entrada
  - "To the Threshold" by Hatebreed

## Campeonatos y logros
- Chicago Style Wrestling
  - CSW Heavyweight Championship (1 vez)[3]
  - CSW Metra Division Championship (2 veces)[4]

- Dreamwave Wrestling
  - Alternative Championship (1 vez)[5]

- Mucha Lucha Atlanta
  - Mucha Lucha Atlanta Championship (1 vez, actual)

- Fight the World Wrestling
  - FTW Heavyweight Championship (1 vez)[6]

- Independent Championship Wrestling
  - ICW Pure Crown X Championship (1 vez)[7]

- International Wrestling Association
  - IWA Junior Heavyweight Championship (1 vez)[8]

- Lucha Chicago Championship
  - LCPW Heavyweight Championship  (1 vez)[9]

- National Wrestling Alliance
  - NWA World Tag Team Championship (1 vez, actual) – con Bestia 666

- New Wrestling Stars
  - NWS Cruiserweight Championship (1 vez)[10]

- NWA Signature Pro
  - NWA/FUW Flash Championship (1 vez)[11]

- Pacific Coast Wrestling
  - PCW Light Heavyweight Champion (1 vez)

- Pro Wrestling Blitz
  - PWB No Limits Championship (1 vez)[12]

- Pro Wrestling Illustrated
  - PWI lo calificó #200 de los 500 mejores luchadores individuales en el PWI 500 en 2016[13]

- The Crash
  - Campeonato en Parejas de The Crash (2 veces, actual) – con Bestia 666

- Wrestling And Respect Wrestling
  - WAR Tag Team Championship (1 vez) - con Marshe Rockett

- World Wrestling Council
  - WWC Universal Heavyweight Championship (2 veces)
  - WWC World Junior Heavyweight Championship (2 veces)[14]
  - WWC Television Championship (1 vez)[15]

- World Wrestling League
  - WWL Americas Championship (1 vez)[16]
  - Heavyweight World Wrestling League Championship (1 vez)

- Wrestling Superstar
  - World Submission Championship (1 vez)[16]